# Secundair bos

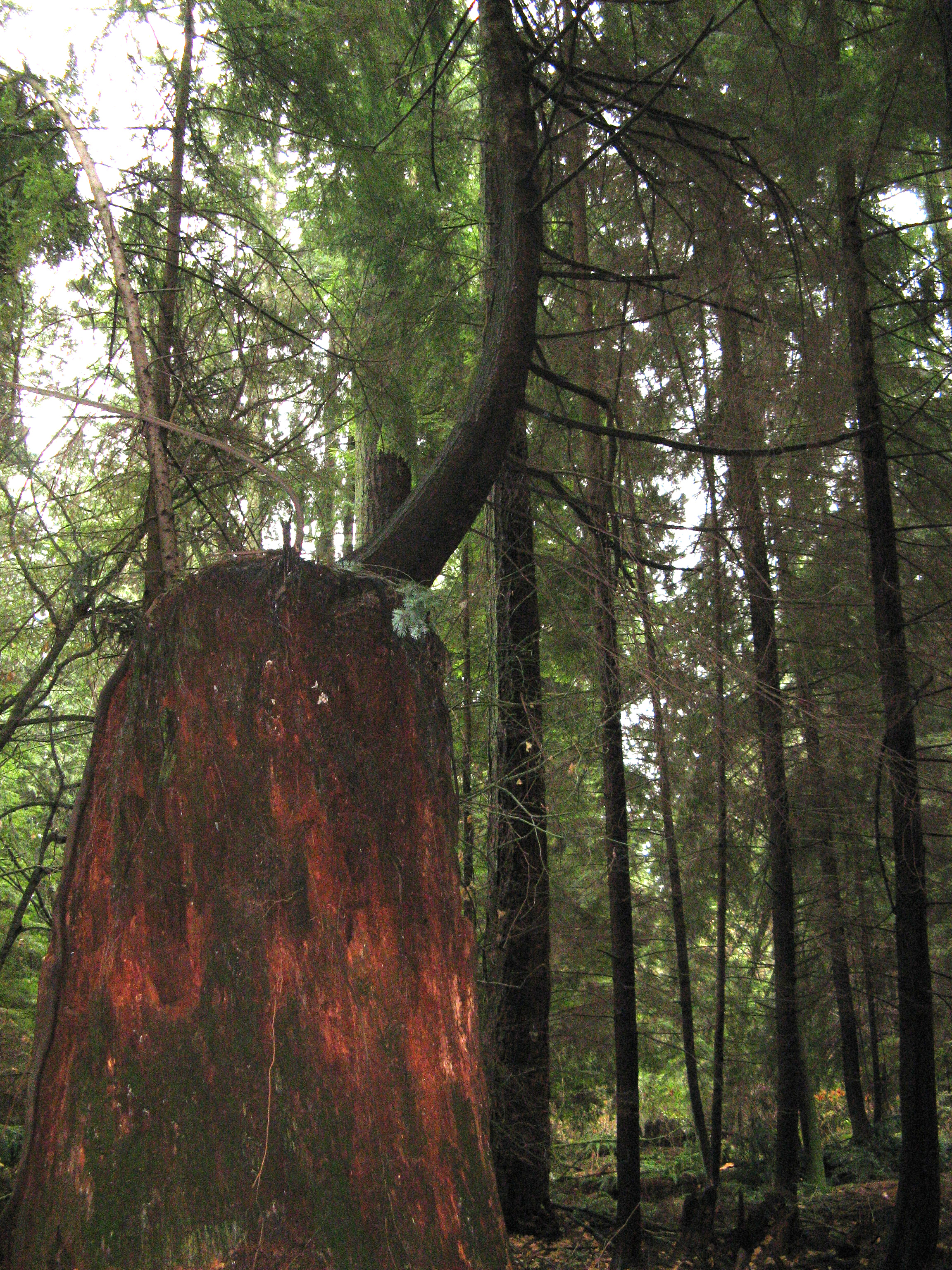
Een omgehakte boom regenereert vanaf de stronk

Secundair bos is bos dat opnieuw gegroeid is nadat het primaire bos in ernstige mate verstoord is, bijvoorbeeld door bosbrand, insectenplagen, ontbossing of stormschade. Secundair bos kan in sommige gevallen weer de karakteristieken van primair bos krijgen, een proces dat echter 40 jaar tot enkele eeuwen kan duren. In de tropen bereikt het meeste secundaire bos, vanwege de onvruchtbare bodem, deze karakteristieken niet meer.
In een secundair bos staan de bomen vaak dichter op elkaar dan in primair bos. Ook is er meer ondergroei. Er is ook meestal maar één boomlaag.